# Smolné Pece
Smolné Pece (deutsch Pechöfen) ist eine Gemeinde im Karlovarský kraj in Tschechien.

## Geographie
Smolné Pece befindet sich zehn Kilometer nordwestlich von Karlovy Vary und gehört zum Okres Karlovy Vary. Die Ortslage befindet sich an der Südabdachung des Erzgebirges linksseitig des Tals der Rolava auf einem Sattel entlang der Straße nach Fojtov. Östlich erhebt sich der Berg Hutnický vrch (637 m). Im Rolavatal verläuft die Bahnstrecke Karlovy Vary–Johanngeorgenstadt mit dem Haltepunkt Nová Role zastávka.
Nachbarorte sind Pozorka im Norden, Nový Fojtov und Fojtov im Nordosten, Děpoltovice im Osten, Mezirolí im Südosten, Nová Role und Hamry im Süden, Rájec und Kobelec im Westen sowie Suchá im Nordwesten.

## Geschichte
Erstmals erwähnt wurde die Ansiedlung Pechöfen im Jahre 1847 in der topographischen Beschreibung des Elbogener Kreises von Johann Gottfried Sommer. Ihre Bewohner lebten von der Köhlerei und Pechherstellung. Seit 1872 wurde der Ort im politischen Bezirk Neudek als Dorf bezeichnet. 1881 entstand die Lokalbahn Chodau–Neudek; im Tal lag die Bahnstation Hammerhäuser. Die Strecke wurde 1899 Teil der Bahnstrecke Karlsbad–Johanngeorgenstadt. Gepfarrt war Pechhöfen nach Tüppelsgrün, politisch bildete es einen Ortsteil von Voigtsgrün (Fojtov).
Heute spielt der Tourismus im Ort eine große Rolle; viele Häuser dienen als Feriendomizile.

## Entwicklung der Einwohnerzahl
| Jahr | Einwohnerzahl |
| ---- | ------------- |
| 1890 | 185           |
| 1900 | 247           |
| 1910 | 280           |
| 1930 | 327           |

| Jahr | Einwohnerzahl |
| ---- | ------------- |
| 1961 | 177           |
| 1970 | 139           |
| 1980 | 87            |
| 1991 | 57            |

| Jahr | Einwohnerzahl |
| ---- | ------------- |
| 2001 | 91            |
| 2011 | 148           |

## Hinweis
Sowohl in deutschen als auch tschechischen Schriften wird der Ort sehr häufig mit dem wesentlich älteren und heute nicht mehr bestehenden Smolné Pece (Pechöfen) bei Potůčky verwechselt, das im selben Bezirk lag und nach Bergstadt Platten gepfarrt war. Auch die Angaben auf der Website der Gemeinde beziehen sich teilweise auf den falschen Ort.